# Anastrepha bahiensis
Anastrepha bahiensis är en tvåvingeart som beskrevs av Lima 1937. Anastrepha bahiensis ingår i släktet Anastrepha och familjen borrflugor. Inga underarter finns listade i Catalogue of Life.